# Vidušić
Vidishiq en albanais et Vidušić en serbe latin (en serbe cyrillique : Видушић) est une localité du Kosovo située dans la commune/municipalité de Mitrovicë/Kosovska Mitrovica et dans le district de Mitrovicë/Kosovska Mitrovica. Selon le recensement kosovar de 2011, elle compte 249 habitants, tous albanais.

## Histoire
Sur le territoire du village se trouvent les ruines d'une forteresse médiévale inscrite sur la liste des monuments culturels du Kosovo.

## Démographie

### Évolution historique de la population dans la localité
| 1948 | 1953 | 1961 | 1971 | 1981  | 1991  | 2011 |
| ---- | ---- | ---- | ---- | ----- | ----- | ---- |
| 591  | 599  | 674  | 851  | 1 058 | 1 311 | 249  |

|  |